# Cremušina
Cremušina falu Horvátországban Belovár-Bilogora megyében. Közigazgatásilag Nagygordonyához tartozik.

## Fekvése
Belovár központjától légvonalban 30, közúton 42 km-re délkeletre, községközpontjától légvonalban 13, közúton 17 km-re északkeletre a Bilo-hegység délnyugati lejtőin, az azonos nevű patak partján fekszik.

## Története
A mai Cremušina a középkori Tallóc helyén keletkezett. A települést 1334-ben a Zágrábi egyházmegyéhez tartozó plébániák között említik „ecclesia beate Elyzabeth de Tholilouch” alakban. A tallóci birtokot 1433-ban kapta adományul Luxemburgi Zsigmond királytól a raguzai származású Matkó és családja, akik ezután Tallóczinak neveztették magukat. 1435 és 1345 között ő töltötte be a szlavón bán tisztséget, 1436-tól pedig haláláig dalmát-horvát bán volt. A négy Tallóczi fivér halála után a birtokot gyermekeik már nem tudták megtartani. Valószínűleg Garai László nádor foglalta el tőlük, mert 1462-ben a birtokot már Garai László nádor özvegye, Alexandra tescheni hercegnő és fia Jób kezén találjuk. 1489-ben Mátyás király „Thallowcz” birtokot Lendvai Bánfi Miklósnak adta. 1501-ben még megemlítik Mihály nevű plébánosát „Michael plelbanus de Tollocz” alakban. A 16. század közepén foglalta el a török és ettől kezdve jelentősége megszűnt, helye mintegy száz évig pusztaság volt.
Területe a 17. század közepétől népesült be, amikor a török által elpusztított, kihalt területre folyamatosan telepítették be a keresztény lakosságot. 1774-ben az első katonai felmérés térképén „Dorf Chremussina” néven találjuk. A település katonai közigazgatás idején a szentgyörgyvári ezredhez tartozott. 
Lipszky János 1808-ban Budán kiadott repertóriumában „Czeremusina” néven szerepel. Nagy Lajos 1829-ben kiadott művében „Czeremusina” néven 38 házzal, 29 katolikus és 172 ortodox vallású lakossal találjuk.
A katonai közigazgatás megszüntetése után Magyar Királyságon belül Horvát–Szlavónország részeként, Belovár-Kőrös vármegye Grubisno Poljei járásának része volt. 1857-ben 192, 1910-ben 359 lakosa volt. 1910-ben a népszámlálás adatai szerint lakosságának 90%-a szerb, 7%-a horvát, 3%-a magyar anyanyelvű volt. 1918-ban az új szerb-horvát-szlovén állam, majd később Jugoszlávia része lett.
1941 és 1945 között a németbarát Független Horvát Államhoz, majd a háború után a szocialista Jugoszláviához tartozott. 1991-től a független Horvátország része. 1991-ben lakosságának 94%-a szerb nemzetiségű volt. A délszláv háború kirobbanása után szerb szabadcsapatok ellenőrizték. 1991. november 1-jén az Otkos 10 hadművelet második napján foglalta vissza a horvát hadsereg. A szerb lakosság elmenekült. 2011-ben mindössze 1 lakosa volt.

## Lakossága
| Lakosság változása | Lakosság változása | Lakosság változása | Lakosság változása | Lakosság változása | Lakosság változása | Lakosság változása | Lakosság változása | Lakosság változása | Lakosság változása | Lakosság változása | Lakosság változása | Lakosság változása | Lakosság változása | Lakosság változása | Lakosság változása |
| ------------------ | ------------------ | ------------------ | ------------------ | ------------------ | ------------------ | ------------------ | ------------------ | ------------------ | ------------------ | ------------------ | ------------------ | ------------------ | ------------------ | ------------------ | ------------------ |
| 1857               | 1869               | 1880               | 1890               | 1900               | 1910               | 1921               | 1931               | 1948               | 1953               | 1961               | 1971               | 1981               | 1991               | 2001               | 2011               |
| 192                | 225                | 166                | 284                | 359                | 359                | 348                | 387                | 262                | 288                | 279                | 245                | 140                | 83                 | 3                  | 1                  |